# Хакодате
Хакодате (јап. 函館市) град је у Јапану у префектури Хокаидо. Према попису становништва из 2005. у граду је живело 294.212 становника. Трећи је по величини град Хокаида.

## Историја
Био је један од прва два града који су се, након 200 година јапанске изолације, 1853. отворили према странцима. Најприје се отворио према САД, па после тога неколико земаља отвара конзулате. 
Тада је Русија отворила конзулат и основала прву православну цркву у Јапану. Сада та црква припада Јапанској православној цркви. Град у Јапану има и доста западних цркви, јер је био један од првих отворених градова Јапана.
Град у Јапану је од 1868. до 1869. био главни град Републике Езо, једине републике у монархистичком Јапану. Побуњеним присталицама шогуната помагали су и француски војници, али су сви заједно 1869. поражени.

## Становништво
Према подацима са пописа, у граду је 2005. године живело 294.212 становника.
| 1995.   | 2000.   | 2005.   |
| ------- | ------- | ------- |
| 318.308 | 305.311 | 294.212 |

## Саобраћај
Хакодате је повезан 53,9 km дугим тунелом са главним острвом Јапана — Хоншуом. То је други подморски тунел на свету.

## Партнерски градови
- Владивосток
- Јужно-Сахалинск
- Тјенцин
- City of Lake Macquarie
- Goyang
- Халифакс